# Pere Figuera i Serra
Pere Figuera i Serra (Barcelona 1929 - Llemotges, França, 1970) fou un activista contra la repressió de la cultura catalana per la dictadura franquista i un patriota català.
Va fer els primers estudis al Grup Escolar Francesc Macià i el batxillerat al Col·legi de la Salle de la Bonanova. Més tard cursà el peritatge químic a l'Escola Industrial i es llicencià en Dret a la Universitat de Barcelona. A l'Escola Industrial, Josep Maria Ainaud de Lasarte el va posar en contacte amb la gent del Grup Torras i Bages, de la FNEC i del Front Universitari de Catalunya. Coincidí amb Jordi Pujol en nombrosos actes pacífics de protesta contra el règim. Fou un dels impulsors de la revista clandestina Ictini i de les primeres Antologies Poètiques universitàries. Conscient de la importància de la llengua catalana, fou un lluitador incansable en qualsevol front on fos necessària la seva col·laboració. Morí d'accident prop de Llemotges als 41 anys.